# Вишня обыкновенная
Вишня обыкнове́нная (лат. Prúnus cérasus) — древесное растение, разводимое в садах; вид рода Слива (Prunus) семейства Розовые (Rosaceae). Также встречается название Ви́шня ки́слая по устаревшему синониму лат. Cerasus acida / лат. Prunus acida.

## Ботаническое описание

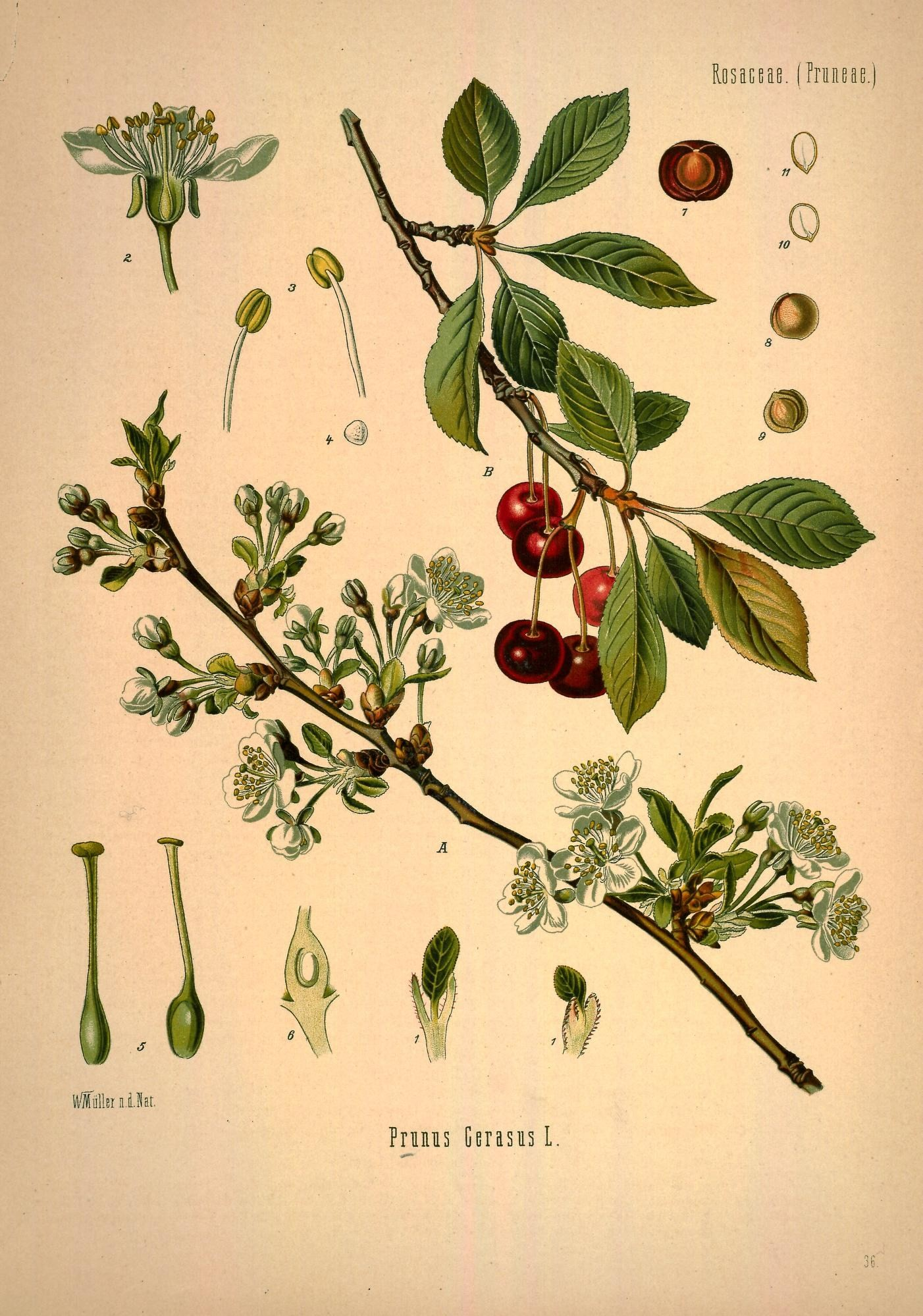
Вишня кислая. Ботаническая иллюстрация из справочника Köhler's Medizinal-Pflanzen, 1887

Вишня кислая — дерево или кустарник, достигает до 10 м в высоту.
Листья черешковые, широкоэллиптические, заострённые, тёмно-зелёные сверху, снизу светлее, достигают в длину 8 см.
Цветки белого цвета, собраны в зонтиках по 2—3 цветка. Чашелистиков и лепестков по пять, тычинок 15—20, пестик один.
Плод — кисло-сладкая, шарообразная костянка, до 1 см в диаметре.
Встречается только в культуре; в дикой природе не встречается. Некоторые биологи считают вишню обыкновенную естественным гибридом вишни степной и черешни, который возник и многократно повторялся в местах совместного произрастания материнских видов. Предполагают, что естественное скрещивание черешни и вишни степной произошло в Македонии, но, возможно, на Северном Кавказе и в Приднепровье.
Цветёт в конце марта — начале апреля, плодоносит со второй половины мая.

## Химический состав
Жмых в абсолютно сухом состоянии состоит из 2,9 % золы, 10,9 % протеина, 49,0 клетчатки, 30,4 % БЭВ.

## Хозяйственное значение и использование
Плоды вишни обыкновенной имеют кисло-сладкий вкус. В плодах содержатся органические кислоты (лимонная кислота, яблочная кислота, хинная кислота, янтарная кислота, салициловая кислота).
В плодах вишни обыкновенной содержатся макроэлементы (калий, кальций, фосфор, магний), микроэлементы (медь, железо), а также пектиновые вещества, дубильные вещества, ферменты, антоцианы, сахара (глюкоза, фруктоза), витамины А, С, В2, РР, Р, фолиевая кислота, кумарин, а также антивитамин — антогонист витамина B1 тиаминазу.
Плоды вишни обыкновенной употребляются в свежем виде. Они пригодны также для различных видов переработки: получения соков, компотов, плодового вина, приготовления варенья и джема.
Жмых имеет кормовое значение. В косточках содержится гликозид амигдалин, который в желудочно-кишечном тракте разлагается с выделением синильной кислоты. Поэтому поедание ягод с косточками может вызвать отравление у животных. Зафиксированы случаи падежа свиней. В небольших дозах безвреден и употребляется для кормления скота.

### В культуре
Известные сорта вишни обыкновенной:
- Анадольская
- Багряная
- Владимирская
- Жуковская
- Любская
- Мараскиновая
- Памяти Вавилова
- Память Сахарова
- Россошанская чёрная
- Тургеневка
- Харитоновская
- Чёрная крупная
- Шоколадница
- Саратовская малышка

## Галерея
| Общий вид | Листья | Цветки | Плоды |

## Классификация

### Таксономическое положение
- Prunus cerasus L., 1753, Sp. Pl. : 474

Вид Вишня обыкновенная включается в род Слива (Prunus) семейства Розовые (Rosaceae) порядка Розоцветные (Rosales), последовательно входящего в более крупные клады Фабиды → Розиды → Суперрозиды → Эвдикоты → Цветковые растения. Таксономическая схема в соответствии с Системой APG IV по состоянию на июнь 2024 года:
|  |                          |  |                                   |                                   |                   |  | еще 8 семейств | еще 8 семейств |                        |  |  |  | еще 392 подтвержденных вида и 596 видов, ожидающих подтверждения |
|  |                          |  |                                   |                                   |                   |  | еще 8 семейств | еще 8 семейств |                        |  |  |  | еще 392 подтвержденных вида и 596 видов, ожидающих подтверждения |
|  |                          |  |                                   | порядок Розоцветные               |                   |  |                |                | род Слива              |  |  |  |                                                                  |
|  |                          |  |                                   | порядок Розоцветные               |                   |  |                |                | род Слива              |  |  |  |                                                                  |
|  | клада Цветковые растения |  |                                   |                                   | семейство Розовые |  |                |                | вид Вишня обыкновенная |  |  |  |                                                                  |
|  | клада Цветковые растения |  |                                   |                                   | семейство Розовые |  |                |                |                        |  |  |  |                                                                  |
|  |                          |  | ещё 63 порядка цветковых растений | ещё 63 порядка цветковых растений |                   |  |                | еще 116 родов  | еще 116 родов          |  |  |  |                                                                  |
|  |                          |  |                                   | ещё 63 порядка цветковых растений |                   |  |                |                | еще 116 родов          |  |  |  |                                                                  |